# Charles Baker
Charles Baker (Washington, D.C., 27 de fevereiro de 1971) é um ator, dublador, escritor e diretor estadunidense. Ele é mais conhecido por interpretar Skinny Pete em Breaking Bad e Grey em The Blacklist.

## Filmografia

### Cinema
| Ano  | Título                              | Papel                      |
| ---- | ----------------------------------- | -------------------------- |
| 2005 | Walker, Texas Ranger: Trial by Fire | Herman Van Horne           |
| 2006 | Fat Girls                           | Atendente                  |
| 2007 | Walking Tall: The Payback           | Nate                       |
| 2008 | Splinter                            | Blake Sherman Jr.          |
| 2009 | Shroud                              | William 'Billy' Sidehammer |
| 2010 | Temple Grandin                      | Billy                      |
| 2012 | To the Wonder                       | Carpenter                  |
| 2013 | Ain't Them Bodies Saints            | Urso                       |
| 2013 | Flutter                             | Lonny                      |
| 2014 | Wild                                | Tj                         |
| 2019 | El Camino: A Breaking Bad Movie     | Skinny Pete                |

### Televisão
| Ano       | Título                 | Papel             |
| --------- | ---------------------- | ----------------- |
| 1999      | One Piece              | Kuromarimo/Braham |
| 2001      | Baki the Grappler      | Kohei             |
| 2003      | The Galaxy Railways    | Hijacker          |
| 2006      | Prison Break           | Camponês          |
| 2007      | El Cazador de la Bruja | Jose              |
| 2006      | D.Gray-man             | —                 |
| 2008      | Comanche Moon          | —                 |
| 2008-2013 | Breaking Bad           | Skinny Pete       |
| 2010      | In Plain Sight         | TJ                |
| 2010      | Claymore               | Bandits' Head     |
| 2010      | The Good Guys          | Wolf/Celmate      |
| 2010      | Detroit 1-8-7          | Marcus Mosier     |
| 2011      | Chase                  | Wiry Inmate       |
| 2013      | NTSF:SD:SUV::          | Milo              |
| 2013      | The Blacklist          | Grey              |
| 2014      | Murder in the First    | Chris Walton      |